# Dây chuyền sản xuất

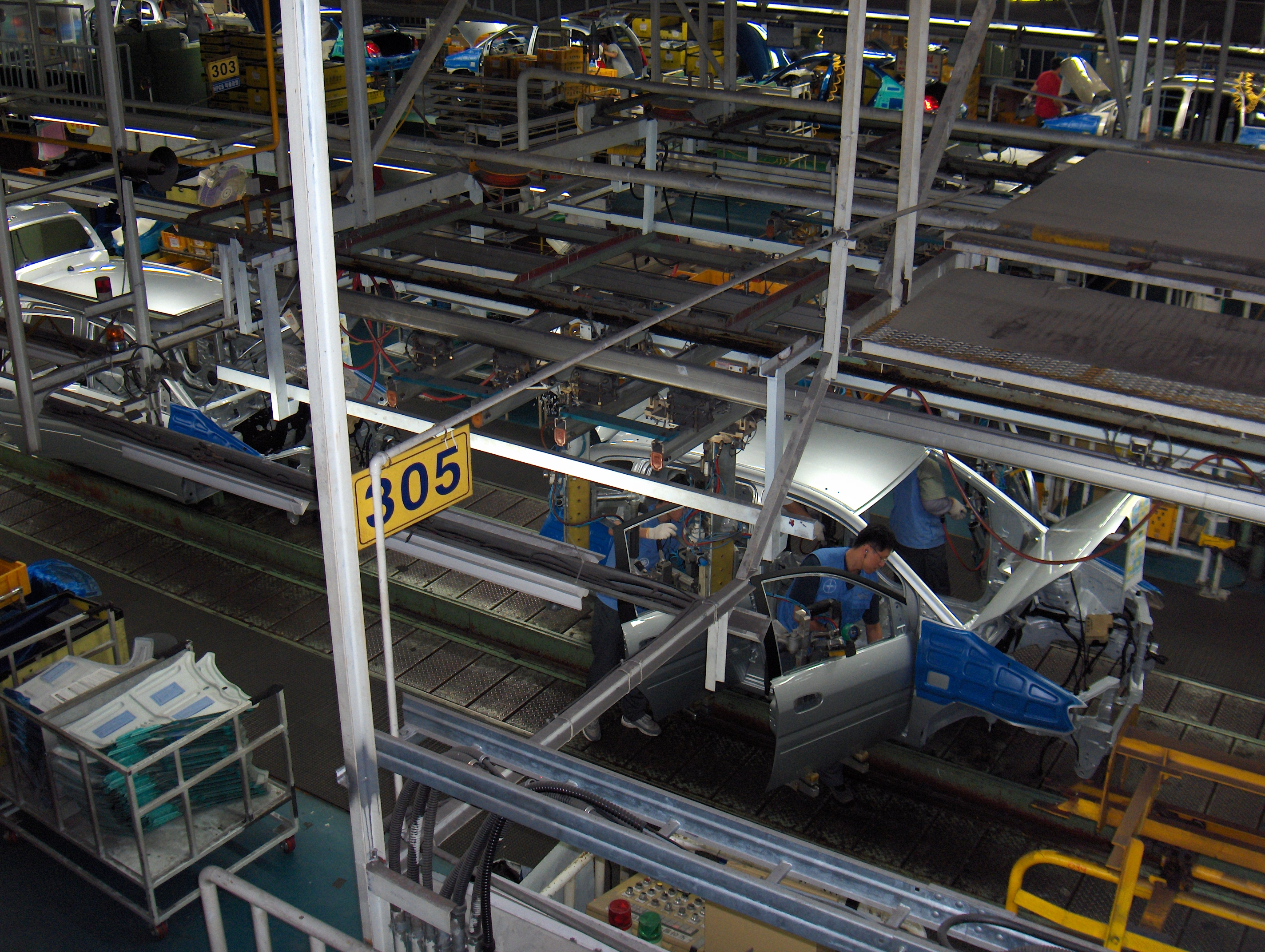
Dây chuyền lắp ráp xe hơi Hyundai

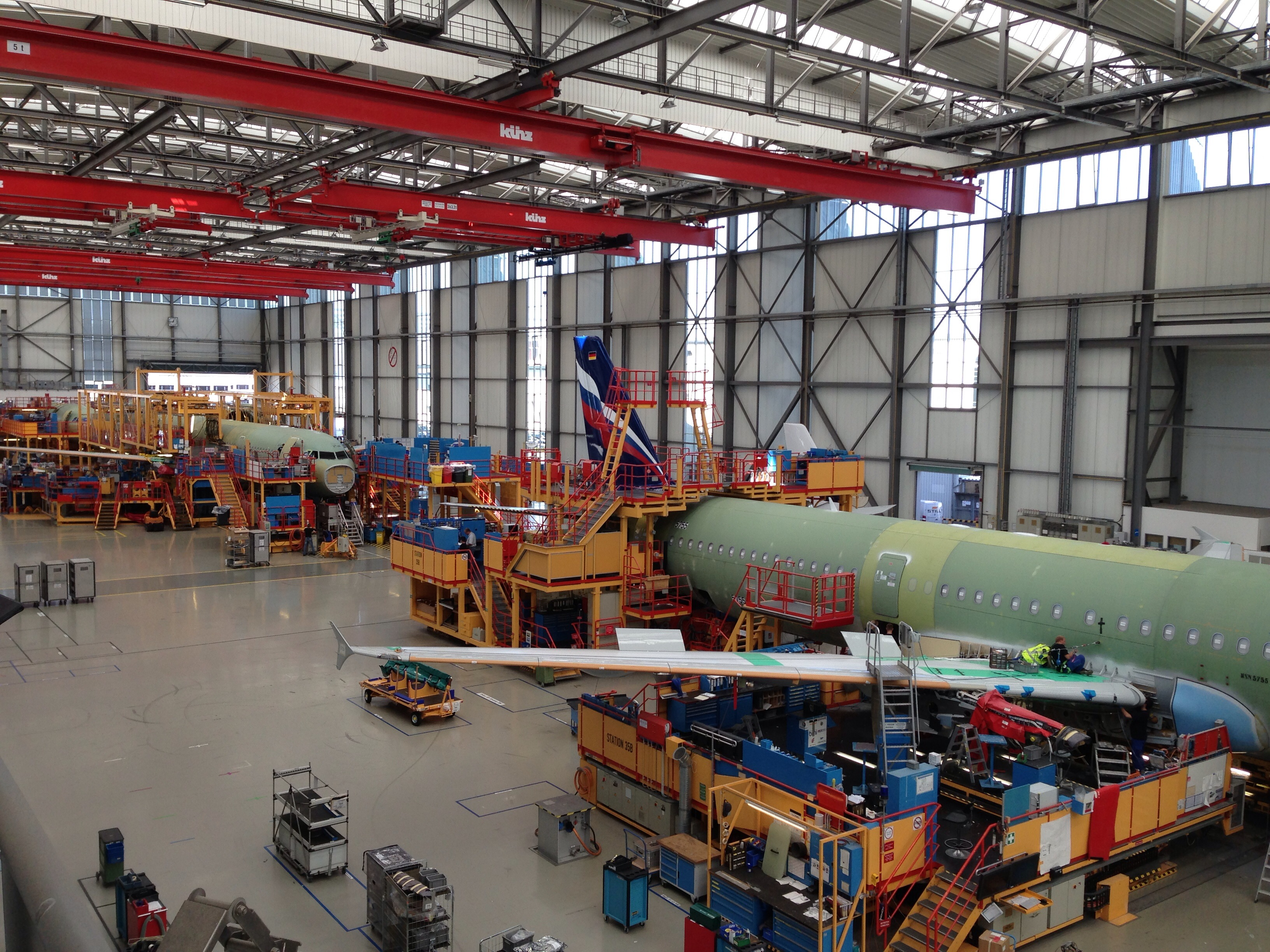
Airbus A321 lắp ráp tại nhà máy ở Hamburg

Dây chuyền sản xuất là một tập hợp các hoạt động tuần tự được thiết lập tại một nhà máy mà vật liệu được đưa vào quá trình tinh chế để tạo ra một sản phẩm tiêu dùng cuối cùng; hoặc các bộ phận được lắp ráp để chế tạo thành phẩm.
Thông thường, các nguyên liệu thô như quặng kim loại hoặc các sản phẩm nông nghiệp như thực phẩm hoặc các cây có sợi (bông, lanh) đòi hỏi một chuỗi các phương pháp xử lý để làm cho chúng trở nên hữu ích. Đối với kim loại, các quy trình bao gồm nghiền, nấu chảy và tinh chế thêm. Đối với thực vật, vật liệu hữu ích phải được tách ra khỏi vỏ cây hoặc chất gây ô nhiễm và sau đó được xử lý để bán.

## Lịch sử

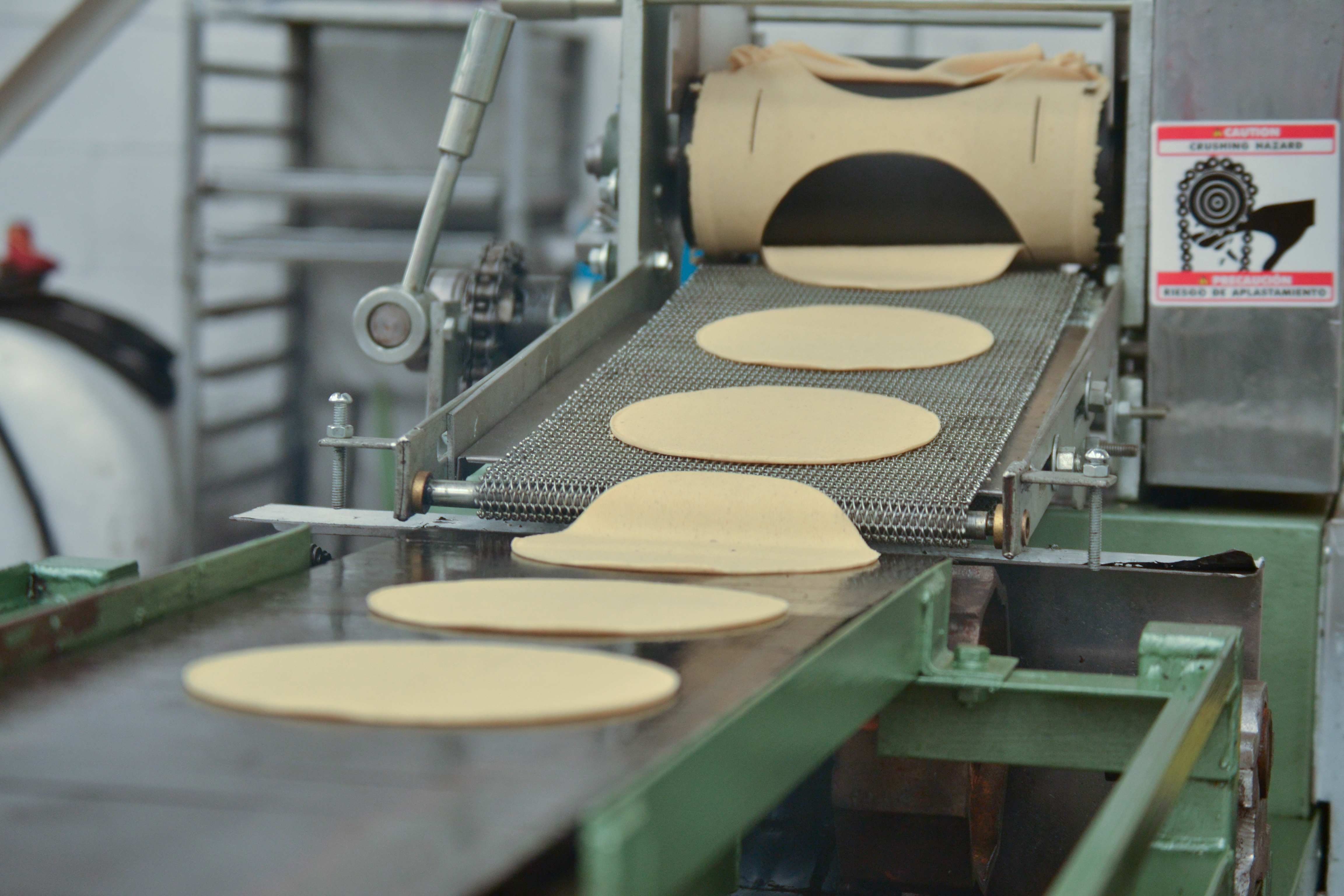
Băng chuyền sản xuất Tortilla

Các quy trình sản xuất ban đầu bị hạn chế do nguồn năng lượng giới hạn, với các nhà máy điện gió và các nhà máy nước cung cấp năng lượng cho các quá trình nặng và nhân lực thô đang được sử dụng cho các hoạt động đòi hỏi độ chính xác cao hơn. Trong những thế kỷ trước, với nguyên liệu, năng lượng và con người thường ở các vị trí khác nhau, việc sản xuất đã được chia ra trên một số địa điểm làm việc. Việc tập trung số lượng người trong xưởng sản xuất, và sau đó là nhà máy được cụ thể hóa bằng các nhà máy bông của Richard Arkwright, bắt đầu tiến tới đưa các quy trình riêng lẻ vào cùng một địa điểm.

### Động cơ hơi nước
Với sự phát triển của động cơ hơi nước trong nửa sau của thế kỷ 18, các yếu tố sản xuất đã trở nên ít phụ thuộc vào vị trí của nguồn năng lượng hơn, và do đó quá trình chế biến hàng hoá chuyển đến vị trí có nguyên liệu hoặc địa điểm của người thực hiện các công đoạn sản xuất. Các quá trình riêng biệt cho các giai đoạn xử lý khác nhau được đưa vào cùng một tòa nhà, và các giai đoạn tinh chế hoặc sản xuất khác nhau được kết hợp lại.

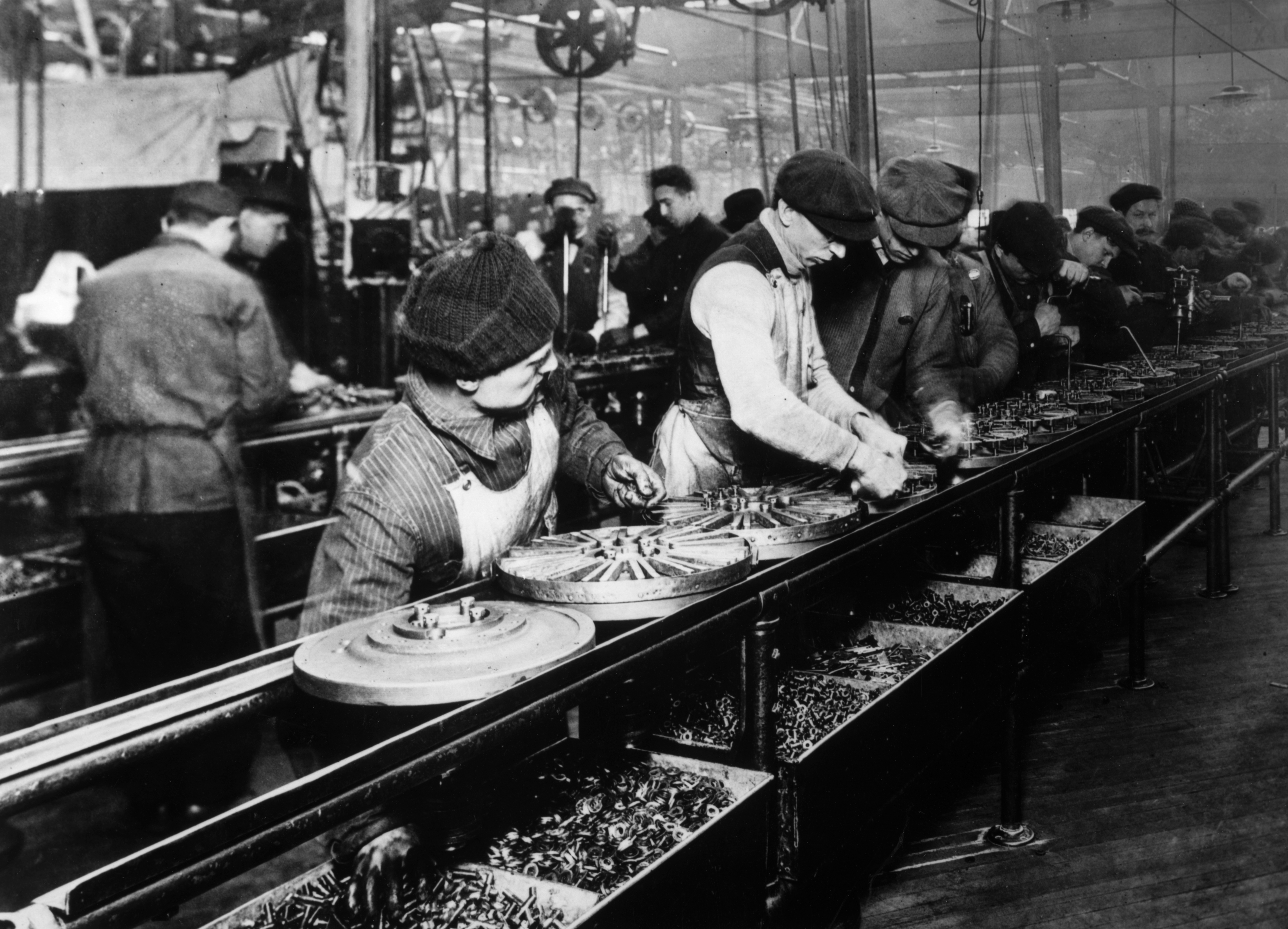
Băng chuyền lắp ráp của xe Ford Model T năm 1913

Dây chuyền sản xuất đầu tiên là do Frederick Winslow Taylor thực hiện và sau này được Henry Ford của Hãng Ford ứng dụng cho ra đời mẫu xe ôtô Ford Model T năm 1908.
Các công đoạn trong quá trình sản xuất được đem ra phân tích kỹ lưỡng để chuyên môn hóa và hình thành dây chuyền sản xuất.